# Битва при Амба-Алаги (1895)
Битва при Амба-Алаги — сражение между итальянскими и абиссинскими (эфиопскими) войсками во время Первой итало-абиссинской войны, произошедшее в горной цепи Амба-Алаги 7—8 декабря 1895 года, завершившееся победой абиссинцев: отряд из приблизительно 2350 солдат под командованием майора Пьетро Тозелли, состоявший из итальянцев и африканцев-аскари, был почти полностью уничтожен абиссинскими войсками численностью в 30 000 человек. С этого времени 4-й туземный батальон аскари носил нарукавные чёрные полосы в знак траура. В итальянской историографии это сражение впоследствии получило название «Первая битва при Амба-Алаги» (вторая состоялась в 1941 году во время Восточноафриканской кампании Второй мировой войны).
Амба-Алаги (или Амба-Алагэ) — горный хребет и одноимённый пик (высотой 3300 м над уровнем моря) в Эфиопии, в провинции Тыгре, расположенный примерно в 100 км к югу от городка Мекэлэ, находящегося на пути к городу Десэ. Пик являлся удобным стратегическим пунктом, позволявшим захватившим его контролировать одну из главных дорог в Эфиопии, пересекающую страну с севера на юг.
Битва состоялась 7-8 декабря 1895 года, когда генерал Орест Баратьери, губернатор Эритреи, начал в ходе Итало-абиссинской войны наступление на юге нынешней Эритреи силами аскари (африканские солдаты на службе у итальянцев), которые в итоге были разбиты у ущелья Амба-Алаги авангардом армии Менелика II, насчитывавшим почти 30 тысяч солдат, под командованием раса Мэконнына, Уэлле Ветула и Менгеши Йоханныса. 7 декабря силы под командованием майора Пьетро Тозелли были фактически полностью уничтожены. Солдаты Тозелли сражались до последнего патрона, а затем вступили в рукопашную схватку с абиссинцами. Всего погибло более 2000 аскари, а также 20 итальянских офицеров и 19 итальянских сержантов и солдат. Выжившие под командованием лейтенантов Паджеллы и Бордеры добрались до деревни Ардэра, где встретились с колонной аскари под командованием генерала Аримонди; на рассвете следующего дня эти силы отошли в Мекэле. Войско Менелика после победы также двинулось на север и вскоре начало 45-дневную осаду итальянского гарнизона в Мекэлэ, закончившуюся капитуляцией итальянцев.
После победы при Мекэлэ Менелик обратился к итальянцам с предложением начать мирные переговоры, которое было отклонено ими в феврале 1896 года; после поражения при Амба-Алаги премьер-министр Франческо Криспи выделил на нужды армии 20 миллионов лир, требуя, чтобы такая катастрофа более не повторилась. Итальянцы под командованием генерала Баратьери перешли в контрнаступление, которое завершилось их поражением под Адуа 1 марта 1896 года.
В марте 1896 года итальянцы отступили в Эритрею, которую контролировали с 1885 года.